# 1180 dans les croisades
Cette page regroupe les évènements concernant les Croisades qui sont survenus en 1180 :
- 2 mars : mariage de l'empereur Alexis II Comnène avec Agnès de France, fille du roi Louis VII de France[1].
- 29 juin : Guy de Lusignan épouse Sibylle de Jérusalem et reçoit le comté de Jaffa[2].
- été  : Renaud de Châtillon viole la trêve entre Baudouin IV le Lépreux et Saladin et pille des caravanes musulmanes. Saladin l'assiège à Kérak[3].
- Baudouin IV force Saladin à lever le siège de Kérak[3].
- 24 septembre : Mort de l'empereur Manuel Ier Comnène. Son fils Alexis II Comnène lui succède[1].